# Oksana Szalikowa
Oksana Serhijiwna Szalikowa (ukr. Оксана Сергіївна Шалікова; ur. 12 stycznia 1983) – ukraińska zapaśniczka startująca w stylu wolnym. Zajęła piąte miejsce na mistrzostwach świata w 2003, a także na mistrzostwach Europy w 2008. Srebrna medalistka akademickich MŚ w 2008. Druga w Pucharze Świata w 2005, a trzecia w 2002. Wicemistrzyni Europy juniorów w 2002 roku.